# 宋门街道
宋门街道，是中华人民共和国河南省開封市顺河回族区下辖的一个乡镇级行政单位。

## 行政区划
宋门街道下辖以下地区：
劳动路社区、汴东社区、中街社区、南街社区、空分社区和公园路社区。